# Вивиани, Винченцо
Винченцо Вивиани (итал. Vincenzo Viviani; 5 апреля 1622, Флоренция — 22 сентября 1703, Флоренция) — итальянский физик и математик, ученик Галилея и Торричелли, составитель первой биографии Галилея.

## Биография
Вивиани родился и вырос во Флоренции, учился в иезуитской школе. Познакомившись с Торричелли, учеником Галилея, стал совместно с ним проводить физические опыты, а позже стал учеником и самого Галилея (1639), который под надзором инквизиции проживал в Арчетри, недалеко от Флоренции. Вивиани стал неоценимым помощником слепого учёного.

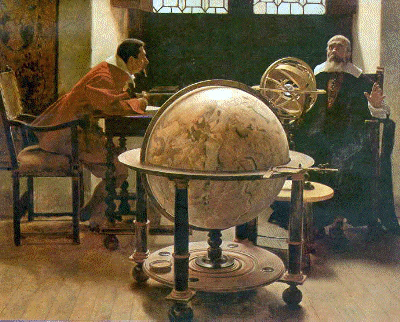
Тито Лесси. Галилей и Вивиани. Музей Галилея, Флоренция

Спустя три года (1642) Галилей скончался, а в 1647 году умер Торричелли. Вивиани продолжил их научные исследования, одновременно готовя к печати сборник трудов Галилея с биографическим очерком (1655—1656). Тосканский герцог Фердинанд II Медичи предоставил ему своё покровительство и почётное место в Академии (Accademia del Cimento, то есть «Академия опыта»), специально созданной для исследований природы.
Репутация Вивиани как достойного преемника Галилея быстро упрочилась, и он получил ряд приглашений от монархов, в том числе от Людовика XIV и польского короля Яна II Казимира. Обеспокоенный герцог назначил Вивиани придворным астрономом с высоким окладом (1666).
В 1666 году Вивиани был избран иностранным членом только что основанной Французской Академии наук. Он стал также членом Лондонского Королевского общества (1696).
1687: Вивиани публикует книгу по механике, Discorso intorno al difendersi da' riempimenti e dalle corrosione de' fiumi. Готовит трактат по сопротивлению материалов, но закончить его не успел. Книгу отредактировал и опубликовал Луиджи Гвидо Гранди.
В своём завещании Вивиани оставил часть средств на погребение Галилея, согласно его желанию, в соборе Санта-Кроче, и сооружение там памятника Галилею. Эта воля была исполнена в 1737 году, когда римская церковь наконец разрешила перезахоронить Галилея, и теперь могилы учителя и ученика находятся рядом.

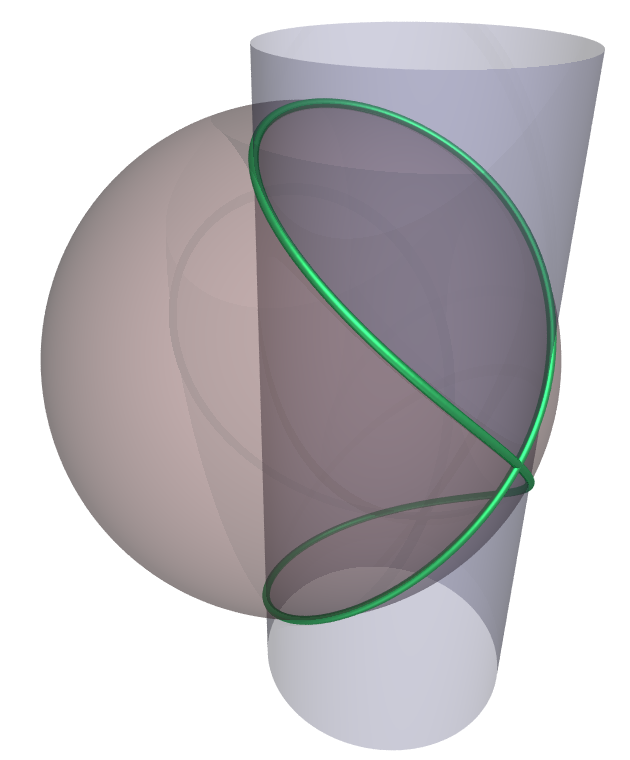
Кривая Вивиани

В честь Вивиани назван кратер на Луне. Его имя также носит изученная им кривая, образованная пересечением сферы с круговым цилиндром вдвое меньшего радиуса, чья боковая поверхность содержит центр сферы.

## Научная деятельность
В 1644 году Вивиани и Торричелли поставили классический опыт по измерению атмосферного давления. В этом опыте стеклянную трубку с ртутью опрокинули в широкий сосуд, тоже наполненный ртутью. Столбик ртути в трубке при этом установился на высоте (в современных единицах) около 760 мм.
В 1660 году Вивиани, совместно с Борелли, провели довольно точное измерение скорости звука в воздухе и получили значение около 350 м/сек. Более ранние измерения, выполненные Гассенди, оценивали скорость звука в 478 м/сек (результат современного измерения: 331,3 м/сек при 0 °C).
В 1661 году Вивиани исследовал устройство, два века спустя получившее название маятник Фуко, однако, ни к каким определённым выводам не пришёл.
Изучал циклоиду и показал, как строить касательную к ней.
Предложил свою реконструкцию утерянной V книги «Конических сечений» Аполлония (по сохранившимся комментариям к ней).
Показал, что трисекция угла может быть выполнена с помощью равносторонней гиперболы. Другие работы касались инженерного дела, оптики, акустики.

## Труды
- Биография Галилея. (итал.)